# Sphenopus
Sphenopus Steenstrup, 1856 è un genere di esacoralli zoantari della famiglia Sphenopidae.

## Descrizione
Il genere comprende specie solitarie e vivono semisommerse nel substrato sabbioso, a cui tuttavia non sono ancorate. Tutte le specie sono caratterizzate dalla presenza di incrostazioni sabbiose nello spessore dell'ectoderma e della mesoglea, assenti sul disco orale.

## Biologia
Le specie del genere Sphenopus sono tutte azooxantellate, cioè prive di zooxantelle endosimbionti.

## Distribuzione e habitat
Il genere è ristretto alle acque dell'Indo-Pacifico.

## Tassonomia

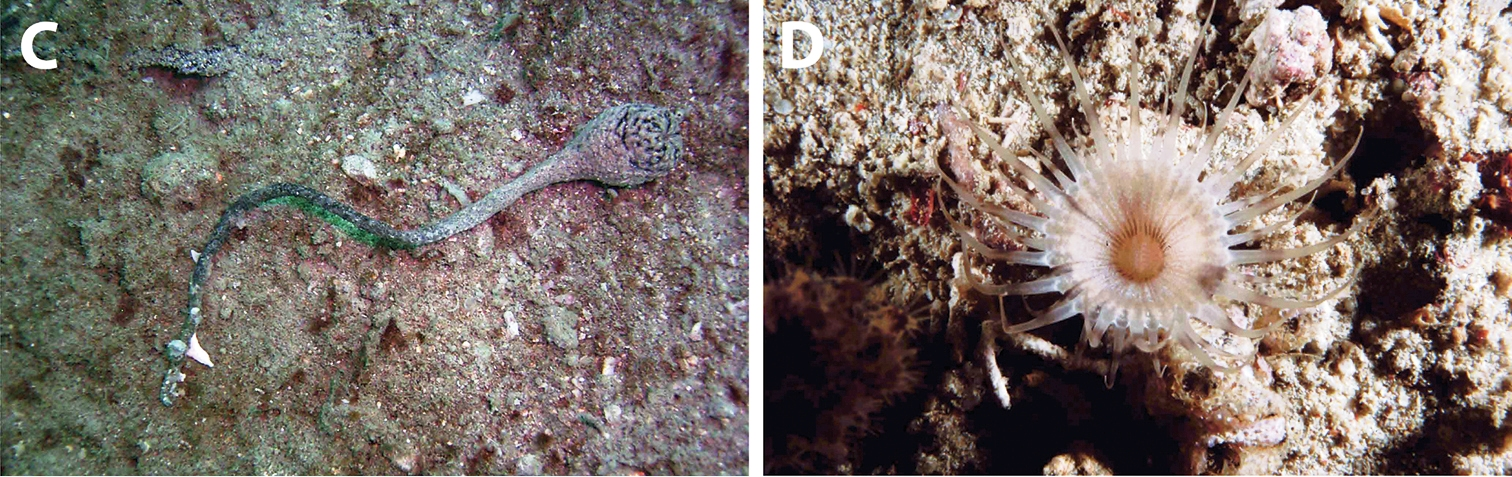
Sphenopus pedunculatus

Il genere comprende le seguenti specie:
- Sphenopus arenaceus Hertwig, 1882
- Sphenopus exilis Fujii & Reimer, 2016
- Sphenopus marsupialis (Gmelin, 1791)
- Sphenopus pedunculatus Hertwig, 1888